# Reeveana intermedia
Reeveana intermedia is een keversoort uit de familie spektorren (Dermestidae). De wetenschappelijke naam van de soort werd in 1923 gepubliceerd door Dunstan.